# Цветково (Доманёвский район)
Цветково (укр. Цвіткове, до 2016 г. — Жовтневое) — село в Доманёвском районе Николаевской области Украины.
Основано в 1890 году. Население по переписи 2001 года составляло 774 человек. Почтовый индекс — 56445. Телефонный код — 5152. Занимает площадь 1,489 км².

## Местный совет
56445, Николаевская обл., Доманёвский р-н, с. Акмечетские Ставки, ул. Центральная, 7